# Jozef Schell

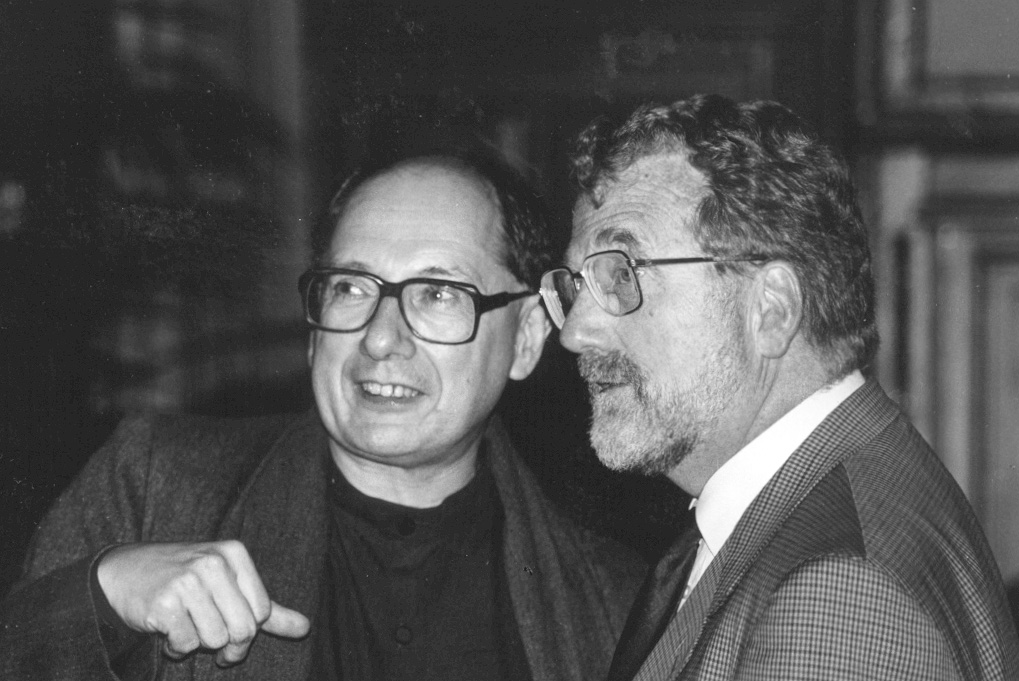
Marc van Montagu und Jozef Schell.

Jozef Stefaan (Jeff) Schell (* 20. Juli 1935 in Antwerpen; † 17. April 2003 in Brüssel) war ein belgischer Molekularbiologe.
Schell studierte in  Gent Zoologie und Mikrobiologie. Von 1967 bis 1995 war er Professor  an der Universität Gent und gründete dort das „Labor für allgemeine Genetik“. Von 1978 bis 2000 war er Direktor und Leiter der Abteilung „Molekulare Grundlagen der Pflanzenzüchtung“ am Max-Planck-Institut für Züchtungsforschung in Köln. Seit 1980 war er zudem Honorarprofessor an der Universität zu Köln und seit 1994 Professor am Collège de France in Paris. Er erhielt zahlreiche Preise, darunter die Gregor-Mendel-Medaille 1985, den Wolf-Preis für Agrarwissenschaft 1990, den Prix Charles-Léopold Mayer 1990, den Max-Planck-Forschungspreis 1992, die Grande médaille de l’Académie des sciences 1997 und den Japan-Preis 1998 zusammen mit Marc van Montagu. Außerdem war er unter anderem Mitglied der Leopoldina (seit 1981), der National Academy of Sciences (seit 1985), der American Academy of Arts and Sciences (1993) und der Ungarischen Akademie der Wissenschaften.
Schell war einer der Pioniere der Grünen Gentechnik. Bei seinen Arbeiten zu den Wechselwirkungen von Pflanzen und Bodenbakterien bei der Stickstofffixierung und der Entwicklung pflanzlicher Tumoren zeigte sich, dass einige Bakterien Gene auf Pflanzen übertragen können. Das Ti-Plasmid des Bodenbakteriums Agrobacterium tumefaciens wurde durch Schells Untersuchungen zur Grundlage des ersten und nach wie vor sehr wichtigen Vektors (Genfähre) zur Herstellung transgener Pflanzen. Mit dieser Technik gelang 1983 zum ersten Mal die Herstellung gentechnisch veränderter Tabak-Pflanzen, die resistent gegenüber dem Antibiotikum Kanamycin waren.